# История изучения гамма-всплесков
История изучения гамма-всплесков началась 2 июля 1967 года, когда американские спутники Vela зафиксировали  вспышку гамма-излучения, источником которого не могли быть ни испытания ядерного оружия в атмосфере или космосе, ни другие известные тогда гамма-излучатели. Вскоре те же спутники обнаружили ещё пятнадцать необъяснимых гамма-всплесков, после чего учёный Рэй Клебесадел (англ. Ray Klebesadel) из Лос-Аламосской национальной лаборатории впервые опубликовал в открытой печати статью на эту тему под названием «Наблюдения гамма-всплесков космического происхождения» (англ. Observations of Gamma-Ray Bursts of Cosmic Origin).
По мере наблюдения и изучения новых загадочных вспышек космического гамма-излучения, были предложены сотни моделей для объяснения их происхождения. С 1973 по 2001 год было опубликовано более 5300 научных работ на темы, связанные с гамма-всплесками.

## Vela. Открытие гамма-всплесков

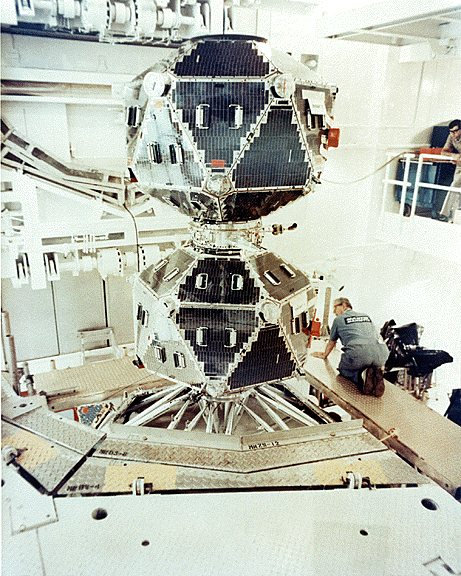
Спутники Vela 5A и Vela 5B в комнате сборки

Гамма-всплески были совершенно неожиданным открытием, сделанным с помощью военных спутников США, предназначенных для обнаружения испытаний ядерного оружия. Спутниковая группировка Vela была создана для контроля исполнения Советским Союзом «Договора о запрещении испытаний ядерного оружия в атмосфере, космическом пространстве и под водой», подписанного в 1963 году; Соединённые Штаты подозревали, что СССР может нарушить этот договор и попытаться скрытно проводить такие испытания. В то время большинство искусственных спутников Земли летали на низких (около 500 миль от поверхности планеты) орбитах, но спутники Vela были подняты на высоту 65 000 миль. На таких дальних орбитах они находились за пределами радиационного пояса Земли, что значительно снижало уровень шума в детекторах. Кроме того, эти спутники могли обнаруживать ядерные взрывы на обратной стороне Луны или в пространстве за ней — Правительство США полагало, что секретные советские ядерные испытания могут проводиться даже там. В группировке Vela было достаточное количество спутников, расположенных таким образом, что в любой момент времени вспышка гамма-излучения от ядерного взрыва принималась хотя бы четырьмя из них — это позволяло с приемлемой точностью локализовать центр возможного ядерного взрыва в атмосфере или околоземном космическом пространстве, и это же дало возможность определить направление на источник гамма-всплеска в космосе.

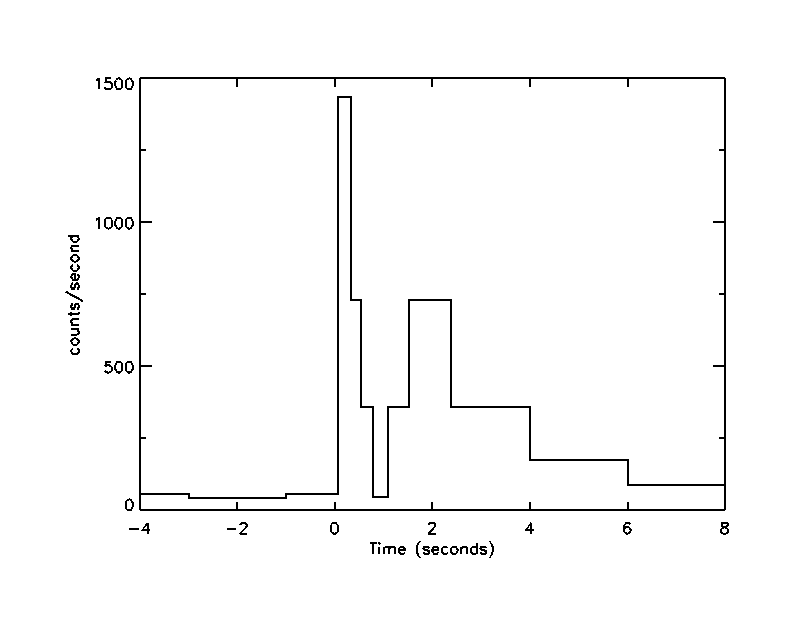
График интенсивности первого обнаруженного гамма-всплеска (GRB 670702)

2 июля 1967 года в 14:19 по всемирному времени спутники Vela 4 и Vela 3 зафиксировали вспышку гамма-излучения, не похожую ни на одну из изученных вспышек излучения от ядерных взрывов. При взрыве атомной бомбы интенсивная вспышка гамма-излучения длится менее одной миллионной доли секунды, затем интенсивность излучения устойчиво снижается по мере распада нестабильных атомных ядер. Но в этом гамма-сигнале не было ни короткой интенсивной вспышки в начале, ни устойчивого снижения потом — кривая интенсивности излучения имела два раздельных максимума. В тот день не наблюдалось ни вспышек на Солнце, ни взрывов сверхновых, которыми можно было бы объяснить такое необычное гамма-излучение. Группа учёных Лос-Аламосской национальной лаборатории, возглавляемая Рэем Клебесаделом (англ. Ray Klebesadel), получившая эти данные со спутников, ещё не понимала, что это произошло и почему, однако посчитала их важными и срочно отправила на дальнейшее исследование.
23 мая 1969 года был запущен спутник Vela 5, с усовершенствованными детекторами гамма-излучения, у которых чувствительность и временно́е разрешение были значительно выше, чем у детекторов на Vela 4, но уровень собственных шумов также был выше. Исследовательская группа в Лос-Аламосе ожидала, что новые спутники смогут обнаружить больше гамма-всплесков. И действительно, несмотря на шумовые помехи, по данным с этих детекторов удалось выявить ещё 12 событий, которые явно не были связаны ни с солнечными вспышками, ни со сверхновыми. Некоторые из них имели такую же динамику интенсивности излучения (с двумя пиками), как и первый гамма-всплеск, обнаруженный на Vela 4.
8 апреля 1970 года для более точного определения направлений на источники гамма-всплесков были выведены на орбиту спутники Vela 6. Детекторы на них не были лучше, чем на Vela 5, но орбиты были размещены как можно дальше от орбит спутниковой группировки Vela 5, так, чтобы расстояние между ними обычно было более 10 000 км. Такое расстояние уже позволяло определить разность времени прибытия гамма-излучения на спутники. Проанализировав моменты времени обнаружения всплесков на спутниках, команда Клебесадела смогла вычислить направления движения излучения шестнадцати гамма-всплесков. Эти направления оказались случайно распределены по небесной сфере, и стало ясно, что источники гамма-всплесков не находятся ни на Солнце, ни на Земле, ни на Луне, ни на других планетах Солнечной системы.
С 14 марта 1971 по 2 октября 1974 года проработал спутник IMP-6 (NASA), предназначенный для исследования солнечных вспышек. На нём был детектор гамма-лучей, который обнаруживал также гамма-всплески. Практически одновременно с IMP-6 (с 29 сентября 1971 по 9 июля 1974 года) действовала орбитальная солнечная обсерватория OSO 7, также принадлежавшая NASA. На ней также был детектор гамма-лучей, а ещё рентгеновский телескоп для измерения жёстких, высокоэнергичных рентгеновских лучей от источников по всему небу. И в эти же годы советский спутник «Космос-461», запущенный в декабре 1971-го, дал первое независимое подтверждение существования гамма-всплесков.
В 1973 году Рэй Клебасадел, Рой Олсон (Roy Olson) и Ян Стронг (Ian Strong) опубликовали в Астрофизическом журнале статью «Наблюдения гамма-всплесков космического происхождения» (англ. Observations of Gamma-Ray Bursts of Cosmic Origin) с рассекреченными результатами наблюдений 16 коротких гамма-всплесков, обнаруженных спутниками Vela-5А/В и Vela-6А/D с июля 1969 по июль 1972, и выводами о космическом происхождении этого гамма-излучения. Вскоре Клебасадел доложил о своих открытиях на 140-м заседании Американского астрономического общества (American Astronomical Society). Интервью у него взял только таблоид The National Enquirer, однако эта новость быстро распространилась в научном сообществе.

## Межпланетная сеть
Вскоре после открытия гамма-всплесков большинство астрономов согласились с тем, что для установления источников и причин гамма-всплесков нужно найти связь между ними и астрономическими объектами, наблюдаемыми в других диапазонах электромагнитных волн, особенно в видимом свете; этот подход уже был успешно применён в радиоастрономии и рентгеновской астрономии. Но для проведения наблюдений возможных источников гамма-всплесков в других диапазонах требовалось устанавливать направления на источники с большей точностью, нежели та, которую могла обеспечить спутниковая группировка Vela. Для повышения точности нужно было расположить детекторы гамма-излучения на бо́льших расстояниях друг от друга, а значит — отправить такие космические аппараты не только на околоземные орбиты, но и в межпланетное пространство Солнечной системы.
К концу 1978 года первая межпланетная сеть (англ. InterPlanetary Network) была запущена в эксплуатацию. Кроме спутников Vela, в неё вошли советский спутник «Прогноз-7» на околоземной эллиптической орбите, германский межпланетный космический аппарат Helios 2 на гелиоцентрической эллиптической орбите, а также три искусственных спутника Венеры: «Пионер-Венера-1» (NASA), «Венера-11» и «Венера-12» (СССР). Изучением данных с этих космических аппаратов занималась группа учёных, возглавляемая Кевином Хёрли (Kevin Hurley), в Институте космических исследований АН СССР в Москве. Им удалось определить направления на источники гамма-всплесков с точностью до нескольких минут дуги. По этим направлениям проводились астрономические исследования с помощью самых мощных телескопов, но ничего интересного там обнаружить не удалось, и вопрос о том, что могло породить гамма-всплески, оставался открытым.
В 1978 — 1983 годах Физико-техническим институтом РАН проводился длительный эксперимент «КОНУС» с использованием межпланетных станций Венера-11 — Венера-14. В ходе него было показано существование отдельного класса коротких всплесков («бимодальное распределение» всплесков по длительности), и впервые установлено, что распределение всплесков по небесной сфере носит случайный характер.
Было выдвинуто множество гипотез и теорий происхождения гамма-всплесков, большинство которых предполагали, что источники этого гамма-излучения находятся в нашей Галактике. Однако определить расстояния до источников и проверить эти гипотезы тогда никак не удавалось, изучение гамма-всплесков продвигалось медленно.

## «Комптон». Короткие и длинные всплески

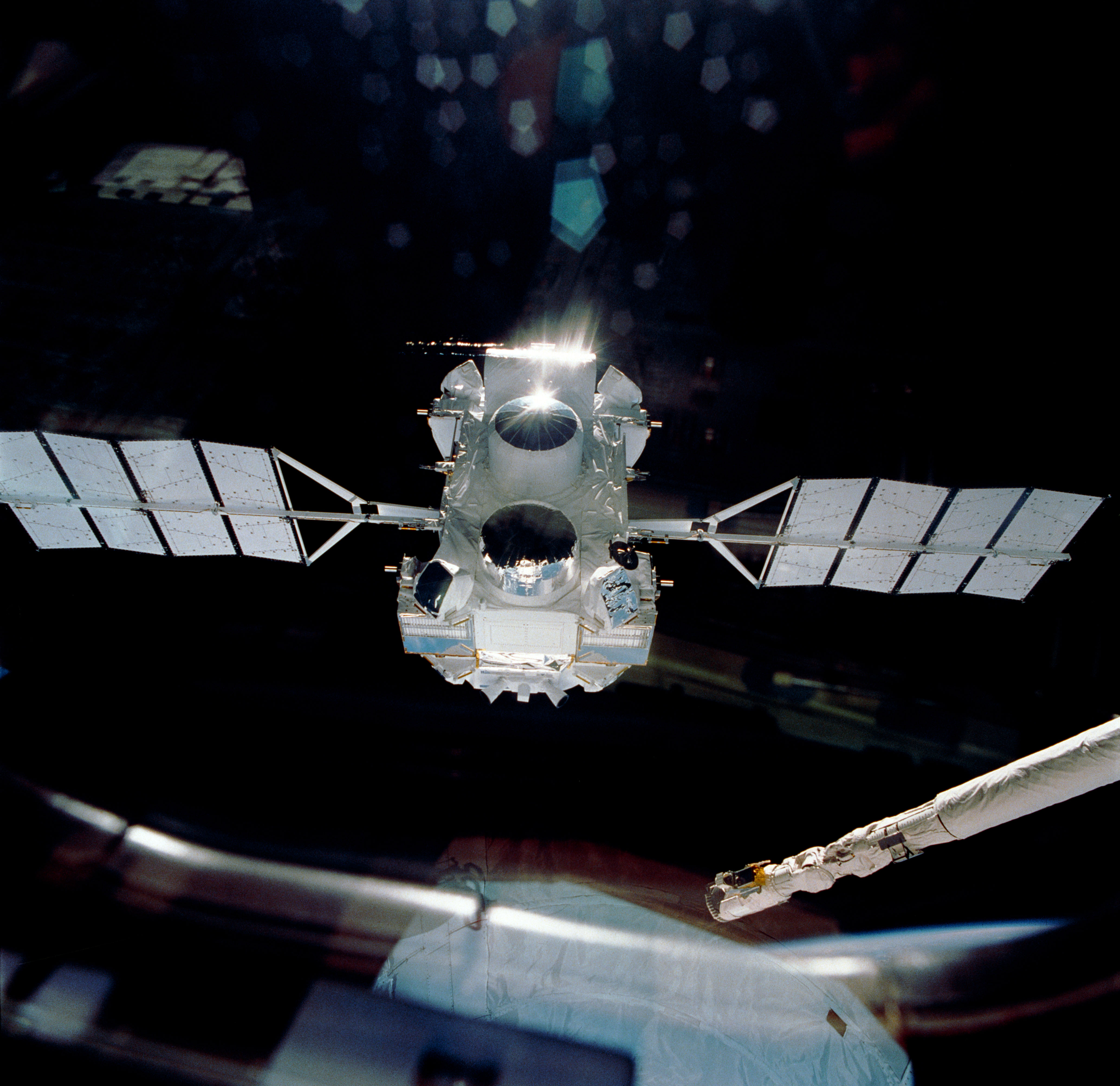
Вывод «Комптона» на орбиту с челнока «Атлантис»

В 1991 году была запущена орбитальная обсерватория «Комптон» с детекторами гамма-излучения, значительно более чувствительными, чем на предшествующих космических аппаратах. Её наблюдения показали, что источники гамма-всплесков расположены со всех сторон равномерно, и нет никакого преобладающего направления. В частности, их расположение никак не связано ни с центром, ни с плоскостью Млечного Пути. Наша Галактика имеет довольно плоскую структуру, и если бы источники гамма-всплесков находились в ней, то направления на большинство из них оказались бы сосредоточены вдоль галактической плоскости.
По данным «Комптона» удалось выделить два основных типа гамма-всплесков: короткие всплески жёсткого гамма-излучения и более длинные всплески более мягкого гамма-излучения. Короткие всплески обычно длятся менее двух секунд, и в них преобладают гамма-кванты высоких энергий; длинные могут продолжаться намного дольше и в них преобладают гамма-кванты с более низкими энергиями. Чёткой границы между короткими и длинными гамма-всплесками нет: наблюдались также средние по длительности и энергиям квантов всплески, и некоторые исследователи предложили выделить третий тип. Тем не менее, было накоплено достаточно данных о гамма-всплесках, чтобы различие между короткими и длинными всплесками можно было считать значимым и предполагать, что существуют разные типы их источников. Была выдвинута гипотеза о том, какие космические события могут приводить к излучению каждого типа гамма-всплесков: слияние системы нейтронных звёзд, слияние нейтронной звезды и белого карлика, коллапс массивной звезды.
После открытия первых гамма-всплесков астрономы десятилетиями искали на местах недавних всплесков космические объекты, которые могли бы быть источниками этих всплесков. Под подозрение попадали белые карлики, пульсары, сверхновые, шаровые звёздные скопления, квазары, сейфертовские галактики и лацертиды. Особое внимание исследователи уделяли объектам с необычными характеристиками: большой скоростью собственного движения, значительной поляризацией излучения, орбитальной модуляцией яркости, частым мерцанием, необычным спектром излучения и редко встречающимися спектральными линиями, необычной формой. Но с самого открытия гамма-всплесков и до 1980-х годов только одному гамма-всплеску — GRB 790305b —  удалось сопоставить известный астрономический объект, могущий быть его источником: туманность (остаток сверхновой) LMC N49  в галактике Большое Магелланово Облако. Другие попытки найти источники гамма-всплесков, предпринятые в те годы, потерпели неудачу из-за низкого разрешения имевшихся детекторов. Оставалась надежда на то, что удастся обнаружить «послесвечение» — слабое затухающее излучение в каком-либо диапазоне электромагнитных волн, начинающееся сразу же после гамма-всплеска и продолжающееся некоторое время.

## BeppoSAX. Определение расстояний до источников

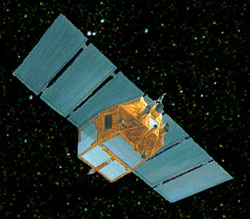
BeppoSAX на орбите (рисунок)

В начале 1980 года группа исследователей из римского университета «Сапиенца», возглавлявшаяся Ливио Скарси (Livio Scarsi) занялась разработкой рентгеноастрономического спутника Satellite per Astronomia X. В этом проекте сотрудничали Итальянское космическое агентство и Нидерландское агентство аэрокосмических программ (нидерл. Nederlands instituut voor vliegtuigontwikkeling en ruimtevaart). Хотя первоначально этот космический аппарат предназначался только для астрономических наблюдений в рентгеновском диапазоне, Энрико Коста (Enrico Costa) из Национального института астрофизики (итал. Istituto nazionale di astrofisica) предложил использовать четыре защитных экрана на спутнике в качестве детекторов гамма-всплесков. Выполнение проекта продвигалось с задержками, в итоге было потрачено десять лет и около 350 млн. долларов США, прежде чем этот спутник, переименованный в BeppoSAX в честь Джузеппе Оккиалини, был запущен 30 апреля 1996 года.
BeppoSAX впервые засёк гамма-всплеск, сопровождаемый рентгеновским всплеском, 20 июля 1996 года, но исследователи выявили это только шесть недель спустя, когда они анализировали записанные данные с рентгеновских и гамма-детекторов спутника, и обнаружили, что то и другое излучение пришло в одно и то же время с одного и того же направления. При последующих наблюдениях на радиотелескопе Very Large Array (VLA), проведённых Дейлом Фраилом (англ. Dale Frail), на месте гамма-всплеска не удалось обнаружить никакого послесвечения в радиодипазоне, но удалось отработать процедуру синхронизации наблюдений источников гамма-всплесков в различных диапазонах электромагнитных волн. В гамма-всплеске 11 января 1997 года снова удалось одновременно наблюдать со спутника гамма- и рентгеновское излучение этого всплеска. Учёный Джон Хейз (John Heise) быстро провёл обратную свёртку данных рентгеновской камеры спутника и менее через сутки определил небесные координаты источника гамма-всплеска с точностью до 10 угловых минут. Это уже не было рекордом точности — межпланентная сеть наблюдений гамма-всплесков выдавала и более точные координаты, но она не могла рассчитать их так быстро, как это смог Хейз. В последующие дни Дейл Фрайл на VLA обнаружил в этом направлении одиночный источник затухающего радиоизлучения, и достигнутая точность определения небесных координат уже позволила связать этот источник с конкретной лацертидой, находящейся в том направлении в пределах «короба погрешности» и предположить, что источник гамма-всплеска находится в этой активной галактике. Статья обо этом была опубликована в журнале Nature. Но позднее Джин ин'т Занд (Jean in 't Zand), бывший гамма-спектроскопист из Центра космических полётов Годдарда, написал новую компьютерную программу для вычисления обратной свёртки, которая смогла уменьшить погрешность определения небесных координат источника гамма-всплеска с 10 до 3 угловых минут, и теперь та лацертида оказалась за пределами «короба погрешности» — значит, источник всплеска находился не в ней, а неизвестно где. Несмотря на удачное одновременное наблюдение спутником BeppoSAX рентгеновского и гамма-всплеска, его источник опять оказался неустановленным.
Успех пришёл только в феврале 1997 года, когда BeppoSAX обнаружил гамма-всплеск GRB 970228 с затухающим рентгеновским послесвечением, а наземные телескопы успели зафиксировать его затухающее оптическое излучение. Достигнутая точность определения небесных координат гамма-всплеска позволила определить, что его источник находился в конкретной галактике, очень далёкой и тусклой. До этого удавалось повышать точность определения небесных координат — направлений на источники гамма-всплесков, но определить расстояние от Земли до источника гамма-всплеска не получалось даже приблизительно. Установление расстояния до источника гамма-всплеска и космического окружения этого источника стало научным прорывом в инструментальном и теоретическом исследовании гамма-всплесков.
8 мая того же года было сделано ещё одно прорывное открытие в этом разделе астрономии. BeppoSAX засёк гамма-всплеск GRB 970508. Направление на источник было вычислено всего через 4 часа после всплеска — быстрее, чем когда-либо ранее. Это позволило вовремя начать наблюдения послесвечения во всех диапазонах. Сравнивая астрономические фотографии за 8 и 9 мая, удалось на месте гамма-всплеска в пределах «короба погрешности» найти единственный астрономический объект, заметно увеличивший светимость за эти сутки. Чарльз Стейдель (Charles Steidel) в обсерватории Кека записал спектр излучения этого переменного объекта, а Марк Мецгер (Mark Metzger) проанализировал тот спектр и определил красное смещение z=0,835. Значит, расстояние до источника того гамма-всплеска составляло примерно 6 миллиардов световых лет. Это был первый случай установления красного смещения излучения источника гамма-всплеска и определения расстояния до него с такой точностью, и это стало подтверждением гипотезы о том, что источники большинства гамма-всплесков находятся в крайне отдалённых галактиках.
До обнаружения и локализации GRB 970228 вопрос о том, должны ли источники гамма-всплесков излучать обнаружимые вблизи Земли радиоволны, не был разрешён и вызывал споры среди астрономов. Богдан Пачиньский (пол. Bohdan Paczyński) и Джеймс Роадс (James Rhoads) ещё в 1993 году опубликовали статью с предсказанием радиоволнового послесвечения, а Мартин Рис и Петер Месарош (Péter Mészáros), хотя и не отрицали возможности излучения радиоволн источниками гамма-всплесков, но полагали, что из-за огромных расстояний от этих источников до Земли те радиоволны дойдут сюда настолько слабыми, что их не обнаружит ни один радиотелескоп. GRB 970228 сопровождался оптическим послесвечением, которое удалось обнаружить, но послесвечения в радиодиапазоне не обнаружили ни на Very Large Array, ни на Westerbork Synthesis Radio Telescope. Однако через пять дней после гамма-всплеска GRB 970508 Дейл Фраил на Very Large Array обнаружил его послесвечение в радиоволновом диапазоне, с длинами волн 3,5 см, 6 см и 21 см. Интенсивность этого радиоизлучения заметно менялась в течение нескольких часов, притом на разных длинах волн не одновременно. Джереми Гудман (Jeremy Goodman) из Принстонского университета объяснил эти непредсказуемые флуктуации тем, что в микроволновом диапазоне, как и в оптическом, происходит мерцание звёзд — случайные изменения интенсивности дошедшего до поверхности Земли электромагнитного излучения, которые должны наблюдаться у любого астрономического объекта, если его видимый угловой диаметр составляет менее трёх микросекунд дуги. Наблюдения за радиопослесвечением продолжались, и через несколько недель его случайное мерцание прекратилось, что можно было объяснить физическим расширением самого источника излучения, в результате которого его угловой диаметр стал больше трёх угловых микросекунд. Поскольку расстояние до источника было определено по красному свечению, удалось вычислить скорость расширения источника — она оказалась очень близка к скорости света. Получается, источником того гамма-всплеска был настолько мощный взрыв, что выброшенное им вещество разлеталось в пространстве с околосветовыми релятивистскими скоростями. Так впервые удалось достаточно точно определить не только местоположение источника гамма-всплеска, но и некоторые физические характеристики этого источника.
Поскольку GRB 970508 одновременно наблюдался во многих диапазонах электромагнитных волн, с измерением интенсивностей излучения, стало возможным начертить достаточно полный спектр гамма-всплеска и хотя бы примерно вычислить суммарную мощность и общую энергию излучения. Ральф Вайджерс (Ralph Wijers) и Титус Галама (Titus Galama) провели расчёт физических параметров гамма-всплеска, в том числе общую энергии излучения и плотности вещества, окружающего источник. Решив довольно громоздкую систему уравнений, они нашли, что эта энергия составляла примерно 3⋅1052 эрг (3⋅1045 Дж), а плотность — 30 000 частиц на кубический метр. Точность исходных данных наблюдений, по которым вёлся этот расчёт, всё ещё была довольно низкой, однако исследование Вайджерса и Галамы показало саму возможность определения физических характеристик источника гамма-всплеска по его спектру.
Следующим гамма-всплеском, для которого удалось определить красное смещение и расстояние до источника, стал GRB 971214. Красное смещение оказалось равным 3,42, расстояние — 12 миллиардов световых лет. Детекторами на «Комптоне» и BeppoSAX удалось более точно измерить интенсивность излучения всплеска. Шринивас Кулкарни (англ. Shrinivas Kulkarni), который измерил это красное смещение в обсерватории Кека, предположил, что излучение источника гамма-всплеска является всенаправленным, и тогда количество энергии, излучённой за полминуты, должно составлять 3⋅1053 эрг (3⋅1046 Дж); это в сотни раз больше, чем Солнце излучит за 10 миллиардов лет. Такая энергия взрыва превосходила всё, ранее известное, за исключением Большого взрыва, породившего нашу Вселенную, потому этот гамма-всплеск получил неофициальное название «Большой взрыв-2» (англ. Big Bang 2) и поставил в тупик астрофизиков-теоретиков.
Никакие известные космические явления и никакие математические модели астрофизики не могли объяснить такой колоссальной мощности источника излучения. Либо этот источник был чем-то совершенно неизвестным науке, либо это излучение не было всенаправленным, а было сфокусировано в очень узкий луч, который оказался довольно точно направленным в сторону Земли. Во втором случае суммарная энергия всплеска могла быть на несколько порядков меньше вычисленной Кулкарни, и его можно было объяснить в рамках известного астрофизикам на тот момент. Но тогда реально происходящих гамма-всплесков должно быть в сотни раз больше, чем наблюдаемых, потому что узкие лучи большинства из них не направлены в сторону Земли и не могут быть обнаружены космическими аппаратами, находящимися в Солнечной системе.

## HETE

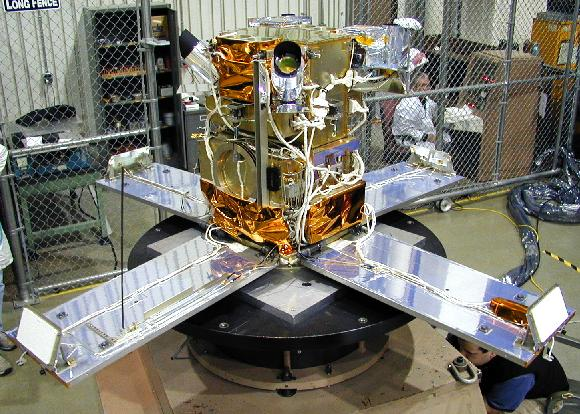
Проверка HETE-2 перед запуском

В 1983 году Стенфорд Вусли (англ. Stanford Woosley), Дон Ламб (Don Lamb), Эд Фейнимор (Ed Fenimore), Кевин Хёрли (Kevin Hurley) и Джордж Рикер (George Ricker) начали обсуждать планы создания нового исследовательского спутника — High Energy Transient Explorer (HETE). К тому времени уже многие космические аппараты вели наблюдение за гамма-излучением в космосе, но HETE стал первым КЛА, специально спроектированным и построенным для исследования гамма-всплесков. Главным его преимуществом, ради которого он и создавался, была намного более высокая, чем у «Комптона», точность определения небесных координат источников гамма-всплесков. В 1986 году эта команда учёных предложила NASA произвести запуск спутника, оборудованного четырьмя детекторами гамма-излучения, рентгеновской камерой, и четырьмя электронными камерами ультрафиолетового и видимого диапазонов. Стоимость проекта составляла 14,5 млн. долларов США, запуск первоначально планировался на лето 1994 года, но состоялся только 4 ноября 1996 года и оказался неудачным. Ракета-носитель «Пегас XL» с двумя спутниками — HETE и аргентинским научно-исследовательским аппаратом SAC-B — успешно стартовала, но потом ни один из этих спутников не смог отделиться от носителя и направить солнечные батареи на Солнце. Через сутки после запуска радиосвязь со спутниками окончательно прервалась. Исследователи предприняли новую попытку, и она оказалась успешной: спутник HETE 2 был запущен 9 октября 2000 года, а 13 февраля 2001 года зафиксировал свой первый гамма-всплеск.

## Современные исследования
На спутнике GGS WIND, запущенном 1 ноября 1994 года, установлено два гамма-спектрометра с разных сторон спутника, в зоне обозрения которых находится вся небесная сфера.
Международная обсерватория гамма-лучей INTEGRAL была запущена 17 октября 2002 года и стала первым космическим аппаратом, способным одновременно наблюдать объект в гамма-, рентгеновском, ультрафиолетовом и видимом диапазонах.

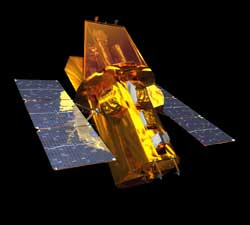
Орбитальная обсерватория Swift

NASA запустило космический аппарат Swift в ноябре 2004 года. Он имеет высокочувствительные детекторы гамма-излучения и может менее чем за минуту после обнаружения гамма-всплеска повернуться и направить на его источник бортовые рентгеновские и оптические телескопы для наблюдения послесвечения. Этот аппарат впервые обнаружил послесвечение у коротких гамма-всплесков, а также дал большой объём данных о начальных стадиях послесвечений гамма-всплесков, которые иногда начинаются даже раньше, чем прекращается гамма-излучение. Ещё одним его открытием стали длительные рентгеновские послесвечения, продолжающиеся от нескольких минут до нескольких дней после гамма-всплесков.
Другим исследовательским аппаратом НАСА стал космический гамма-телескоп Fermi, начавший работу 11 июня 2008 года; одной из его задач является изучение гамма-всплесков для раскрытия тайны их происхождения. Той же цели служит итальянский космический аппарат AGILE.
Гамма-всплеск GRB 230307A, наблюдавшийся в 2023 году — второй по величине среди когда-либо зарегистрированных гамма-всплесков во Вселенной, был вызван слиянием двух нейтронных звезд

## Пояснения
1. ↑  Принята следующая система обозначений гамма-всплесков: в начале буквы «GRB» (англ. gamma-ray burst — гамма-всплеск), затем последние две цифры года (например, 79 для 1979 года), две цифры — месяц, две цифры — число месяца. Если обнаруживалось более одного гамма-всплеска за сутки, то в конце обозначения добавлялась латинская буква: «a» для первого в этот день всплеска, «b» для второго и так далее. С 2010 года букву на конце начали ставить любому гамма-всплеску, даже если он был единственным в тот день.
2. ↑  см. также циркуляры 6472 (Frail et al.), 6480 (Piro et al.), 6569 (in 't Zand et al.), 6570 (Greiner et al.)
3. ↑  англ. error box
4. ↑  О галактиках, в которых были обнаружены источники гамма-всплесков, смотрите базу данных GHostS